# Острохвостый песочник
Острохвостый песочник (лат. Calidris acuminata) — мелкий кулик, представитель семейства бекасовых. Гнездовой эндемик России: размножается в тундрах Восточной Сибири. Типичная перелётная птица, зимует в Австралии, Новой Зеландии, Новой Гвинее и островах Меланезии. Биология, особенно репродуктивная, изучена слабо.

## Систематика
Систематическое положение острохвостого песочника вызывает вопросы. Внешне он похож на нескольких представителей рода Calidris, особенно на дутыша. Однако есть и особенности, в частности более крупные размеры (самец крупнее самки), длинные ноги, плавный переход окраски оперения от груди к брюху. Эти характеристики сближают острохвостого песочника с турухтаном. В 2004 году сотрудники британского Университета Бата, построившие филогенетическое дерево всех куликов, поместили песочника и грязовика в один род с турухтаном, который традиционно рассматривается как монотипичный.

## Описание
Достаточно крупный песочник: длина 17—22 см, размах крыльев 36—43 см, масса самцов 53—114 г, масса самок 39—105 г. От других близких видов отличается более угловатым телосложением и относительно коротким, слегка загнутым книзу клювом, а также некоторыми деталями оперения. Авторы чаще всего сравнивают острохвостого песочника с дутышем, поскольку оба вида не только имеют близкие размеры и пропорции, но также обладают схожей окраской перьев. У обоих видов верх буровато-чёрный со светлыми каёмками перьев, только у острохвостого песочника на плечах и голове присутствует рыжевато-охристый оттенок. Особенно эта разница отражена на темени, которое у дутыша однотонное бурое, тогда как у песочника с хорошо заметной рыжиной. У обеих птиц над глазом развита беловатая полоска, которая у описываемого вида выглядит ярче и чётче, расширяется ближе к заднему краю. Передняя часть груди и бока рыжевато-палевые с V-образным тёмным рисунком, нижняя часть груди и брюхо преимущественно белые. В отличие от дутыша, у острохвостого песочника граница между тёмными и светлыми участками оперения на груди нечёткие, с плавным переходом. Половой диморфизм в окраске оперения не проявляется. Зимний наряд отличается от летнего несколько более тусклыми красками, при этом перьевой рисунок сохраняется. Молодые — одни из самых пёстрых песочников. В целом они похожи на взрослых, однако выделяются большим развитием рыжих и охристых тонов на темени, в передней части шеи и на груди.
Своим русским названием песочник обязан ступенчатому хвосту, в котором средние рулевые значительно длиннее крайних. Крылья узкие и тоже острые. Ноги желтовато-зелёные либо буроватые.

## Распространение
Гнездится в тундрах Восточной Сибири в промежутке между дельтой Лены на западе и Чаунской губой на востоке. В сезон размножения населяет кочковатые, сильно увлажнённые низменности и мохово-осоковые болота с островками кустарника. Зимует в Австралии, Новой Зеландии и островах Меланезии к востоку до Новой Каледонии и островов Тонга. В Австралии в соответствующий сезон это широко распространённый и один из наиболее многочисленных куликов. На зимовках выбирает разнообразные околоводные ландшафты, в том числе временные: травянистые берега заливов, ватты, грязевые и песчаные дельты рек, марши, разливы. Встречается не только в узкой полосе побережья, но и далеко в глубине материка: например, российский орнитолог Елизавета Козлова указывала о наблюдении куликов в 500 км от побережья в северной Австралии.

## Питание
Широкий выбор кормов животного происхождения. Питается насекомыми на всех стадиях развития, двустворчатыми моллюсками, улитками, ракообразными и многощетинковыми червями, а также семенами трав.

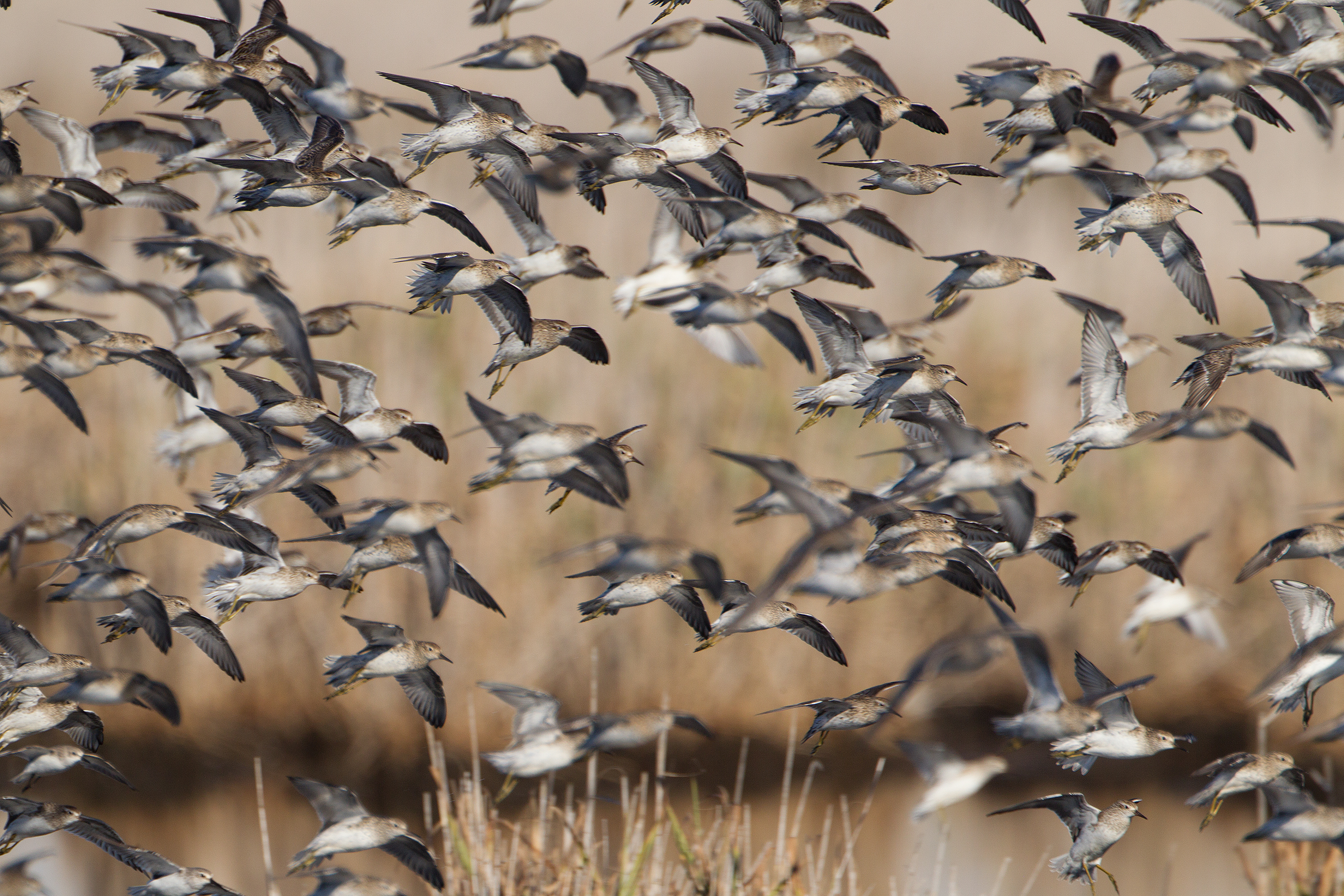
Стая куликов
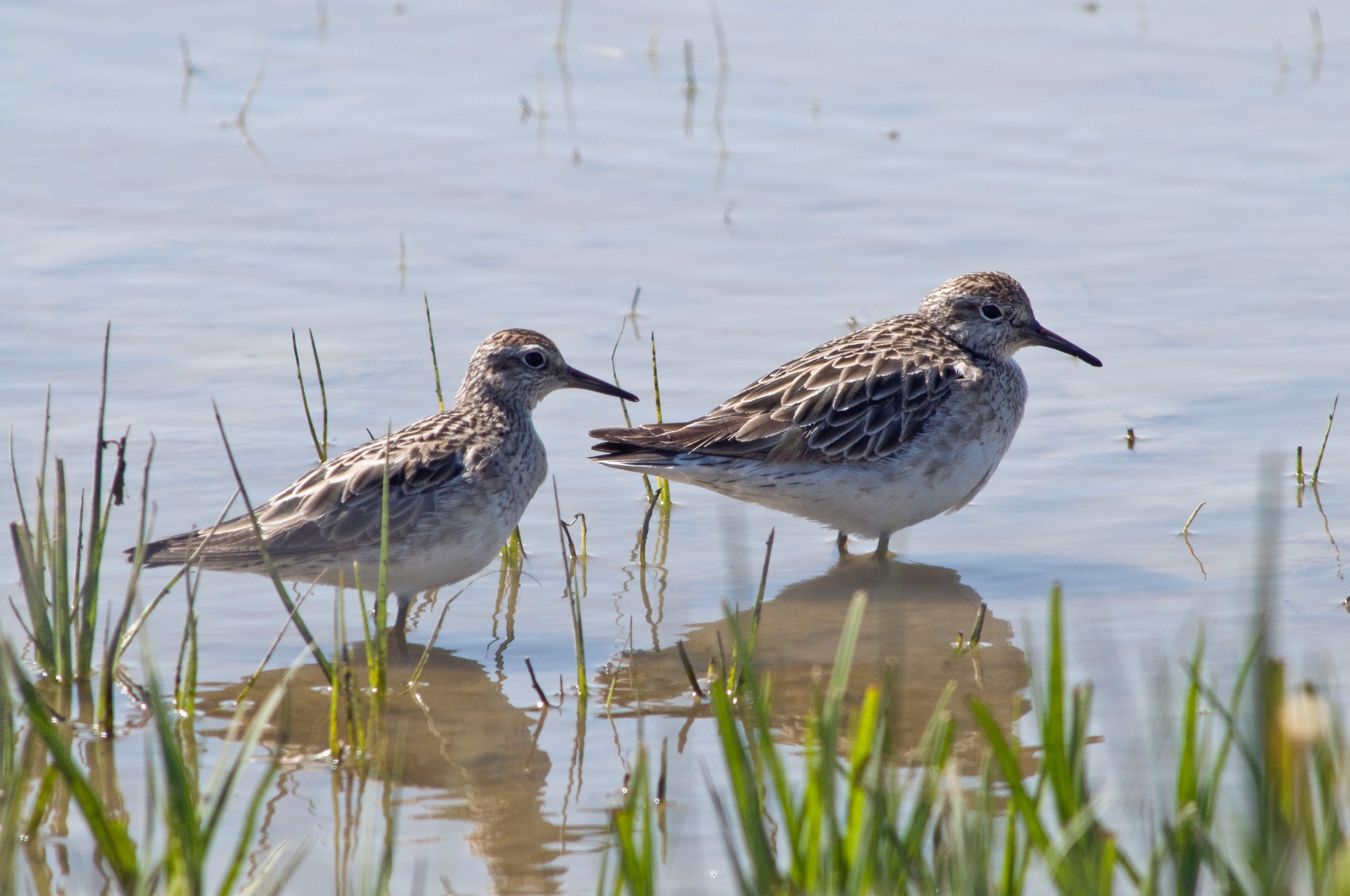
Самка (слева) и самец (справа)